# Museu Didàctic i Interactiu de Ciències d'Oriola
El museu Didàctic i Interactiu de Ciències del Baix Segura (MUDIC) és un museu dedicat a la ciència situat al campus de la seu dels Desemparats (Oriola) de la Universitat Miguel Hernández.
El 25 de novembre de 2008, el premi Nobel George Smoot va inaugurar el museu, creat per l'Associació de Professors de Ciències «Hypatia d'Alexandria» en col·laboració amb l'Escola Politècnica Superior d'Oriola de la Universitat Miguel Hernández i l'Ajuntament d'Oriola durant la Setmana de la Ciència d'Oriola. El museu és de titularitat municipal.
El caràcter del museu és eminentment didàctic i destinat al coneixement de la ciència a través de l'experimentació.
Està dirigit sobretot a xiquets i jóvens, encara que pot ser visitat pel públic en general.

## Contingut
El seu contingut inclou metarial per a la realització d'experiments científics i físics, així com robòtica, i tecnologia multimèdia.
El museu consta de tres sales, dedicades a diverses ciències:
- Sala Charles Darwin.
- Sala Maria Skłodowska.
- Sala Albert Einstein.[3]

Les àrees temàtiques que alberga estan dedicades a diverses ciències com: matemàtiques, física, química, geologia, biologia i tecnologia.